# Antoine Girot

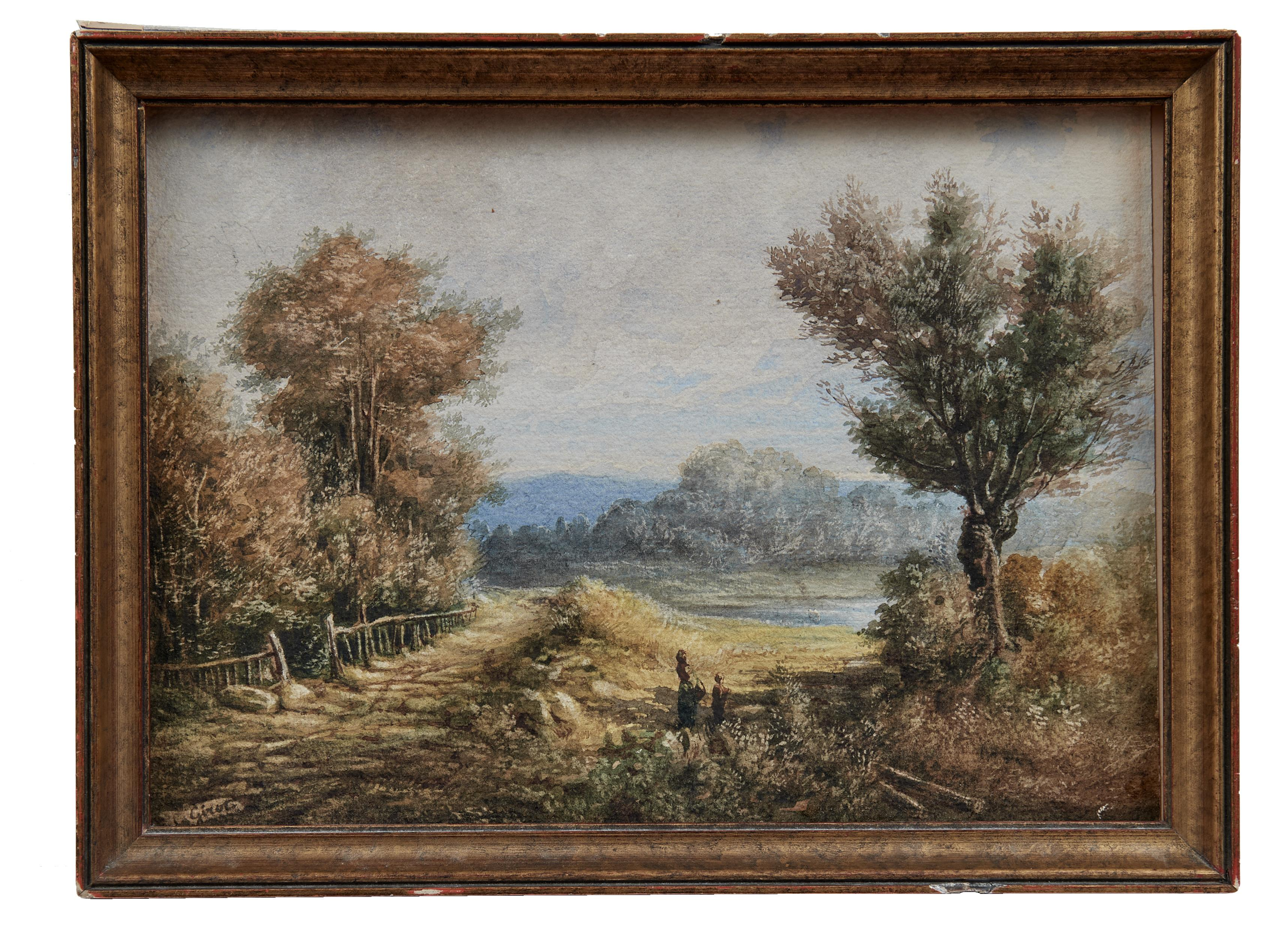
Aquarell Sommerlandschaft mit Figuren

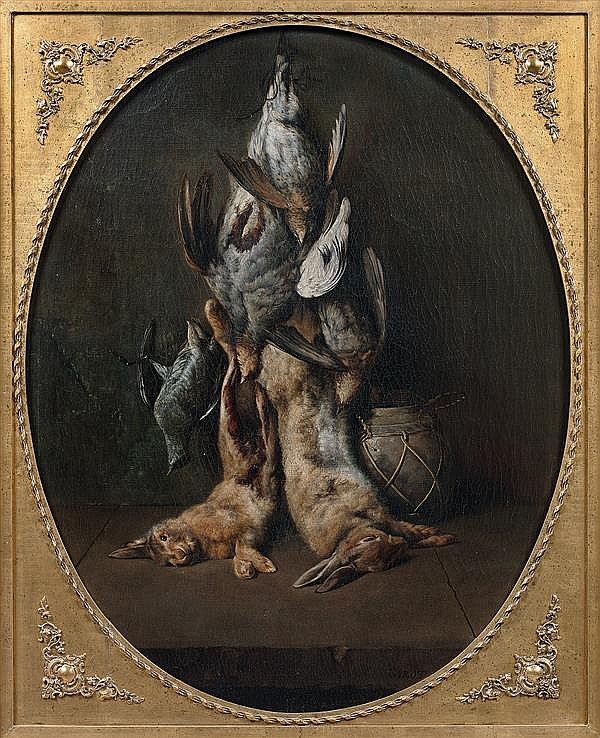
Stillleben mit Kaninchen, Rebhuhn und Drosseln; Ölgemälde

Antoine Marie Girot (geboren 4. Mai 1809 in Paris; gestorben 30. August 1885 in Hannover) war ein französischer Stillleben-Maler, Aquarellist und Koch.
Der künstlerisch als Autodidakt gebildete Girot wurde 1844 in der Residenzstadt des Königreichs Hannover zum Mundkoch von König Ernst August ernannt.
Von Girots Bildwerken waren laut einem Katalog aus dem Jahr 1905 zwei Geflügel-Stillleben in den Bestand des nach der Annexion Hannover durch Preußen hannoverschen Provinzial-Museums aufgenommen worden.